# Бопо II фон Еберщайн
Бопо II фон Еберщайн ((на немски: Boppo II von Eberstein; * пр. 1339; † 1381) от швабския благороднически род Еберщайни е граф на Еберщайн.

## Произход
Той е син на граф Попо II (Бопо I) фон Еберщайн († 1329) и третата му съпруга графиня Хедвиг (Мехтилд) фон Цигенхайн († сл. 1355), дъщеря на граф Готфрид VI фон Цигенхайн († 1304) и Мехтхилд (Матилда) фон Хесен († 1332), дъщеря на ландграф Хайнрих I фон Хесен и Аделхайд фон Брауншвайг-Люнебург. Брат е на Йохан († 27 май 1387) и полубрат на Елизабет († 1381), омъжена пр. 3 ноември 1319 г. за Готфрид фон Хоенлое-Мьокмюл (1294 – 1339).

## Фамилия
Попо (Бопо) се жени за графиня Ирмгард фон Витгенщайн († сл. 16 април 1362), дъщеря на граф Зигфрид III фон Витгенщайн († 1359) и Маргарета фон Шьонекен († 1361). Бракът е бездетен.